# أرفيداس إيتوتافيتشيوس
أرفيداس إيتوتافيتشيوس (بالليتوانية: Arvydas Eitutavičius)‏ مواليد 18 سبتمبر 1982 في كلايبيدا، هو لاعب كرة سلة ليتواني. بدأ مسيرته الاحترافية في سنة 2007.

## المسيرة الاحترافية
لعب مع ثيوداد ريال في سنة 2007، ثم لعب مع نادي نبتونس لكرة السلة في موسم 2008–2009، ثم لعب مع شوليه باسكت في الدوري الفرنسي في موسم 2009–2010، ثم لعب مع نادي إراكليس سالونيك لكرة السلة في موسم 2010–2011، ثم لعب مع نادي فوتسوافك لكرة السلة في موسم 2012–2013.

## روابط خارجية
- أرفيداس إيتوتافيتشيوس على موقع الدوري الأوروبي لكرة السلة (الإنجليزية)
- أرفيداس إيتوتافيتشيوس على موقع كرة السلة الأوروبية.كوم (الإنجليزية)
- أرفيداس إيتوتافيتشيوس على موقع DraftExpress.com (الإنجليزية)
- أرفيداس إيتوتافيتشيوس على موقع كلية كرة السلة في سبورتس رفرنس.كوم (الإنجليزية)
- أرفيداس إيتوتافيتشيوس على موقع ريلجم (الإنجليزية)
- أرفيداس إيتوتافيتشيوس على موقع بروبوليرز (الإنجليزية)
- أرفيداس إيتوتافيتشيوس على موقع سبورتس رفرنس (الإنجليزية)